# Phesates uniformis
Phesates uniformis är en skalbaggsart som beskrevs av Stefan von Breuning 1938. Phesates uniformis ingår i släktet Phesates och familjen långhorningar. Inga underarter finns listade i Catalogue of Life.